# رومان يميليانوف
رومان يميليانوف (الروسية: Емельянов, Роман Павлович) هو لاعب كرة قدم روسي في مركز الوسط، ولد في 8 مايو 1992 في بافلوفو في روسيا. شارك مع منتخب روسيا تحت 18 سنة لكرة القدم ‏ ومنتخب روسيا تحت 19 سنة لكرة القدم ومنتخب روسيا تحت 21 سنة لكرة القدم. أما مع النوادي، فقد لعب مع أورال يكاترينبورغ وزوريا لوهانسك وشاختار دونيتسك ونادي إيليتشيفيتس ماريوبول ونادي توغلياتي لكرة القدم ونادي روستوف.

## وصلات خارجية
- رومان يميليانوف على موقع اتحاد أوكرانيا (الإنجليزية)
- رومان يميليانوف على موقع Soccerway.com (الإنجليزية)
- رومان يميليانوف على موقع عالم كرة القدم.نت (الإنجليزية)